# Bojan Krkić
Bojan Krkić Pérez (Liñola, Lérida, 28 de agosto de 1990) es un exfutbolista español que jugaba como delantero.
Destacó desde categorías inferiores, lo que llevó a superar diversos récords de precocidad. Sin embargo, a los 17 años, debido a la presión a la que fue sometido, empezó a sufrir ataques de ansiedad según su autobiografía.
En abril de 2017 se convirtió en el primer español que consigue marcar en las cuatro grandes ligas europeas: LaLiga española, la Serie A italiana, la Premier League inglesa y la Bundesliga alemana.

## Trayectoria

### F. C. Barcelona
Su padre, también llamado Bojan Krkić, llegó a España para jugar en el Club de Fútbol Joventut Mollerussa, equipo de Segunda División en la temporada 1988-89, habiendo jugado anteriormente en el Estrella Roja de Belgrado, el OFK Beograd y con la selección de Yugoslavia. Decidió quedarse a vivir en Lérida y contrajo matrimonio con la leridana Maria Luisa Pérez. Fruto de esta relación fue el nacimiento del jugador.
Llegó al Barça procedente del Bellpuig. En las siete temporadas que estuvo en las categorías inferiores del F. C. Barcelona, marcó más de 800 goles, siendo uno de los máximos goleadores de la historia en todas las categorías del club.
Siempre militó en categorías superiores a las que le correspondería por edad. De este modo, la campaña 2005-06, en que formaba parte del Cadete A, consiguió 32 tantos en 26 partidos, por lo que ascendió al Juvenil B. Dada su progresión no tardó en subir al Juvenil A que por entonces se jugaba el campeonato de liga con el R. C. D. Espanyol y fue Bojan quien, con un gol en la última jornada, le dio el título al conjunto azulgrana.
Después de jugar en las categorías inferiores, debutó con el F. C. Barcelona "B" ya iniciada la temporada y el 24 de abril de 2007 debutó con el primer equipo del F. C. Barcelona en un partido amistoso contra el Al-Ahly para celebrar el centenario del equipo egipcio, marcando el segundo gol de los azulgranas.
En la temporada 2007-08 subió al primer equipo, llevando el dorsal 27. Realizó parte de la pretemporada hasta que tuvo que marcharse a jugar el Mundial Sub-17 en Corea del Sur, haciendo que se perdiera los dos primeros partidos de liga. Después de regresar de la selección, se incorporó a los entrenamientos con el F. C. Barcelona y jugó por primera vez en partido oficial contra el Club Atlético Osasuna el 16 de septiembre, siendo el tercer jugador más joven en debutar con el F. C. Barcelona en su historia.
El 19 de septiembre debutó en la Liga de Campeones de la UEFA en el partido que disputaba contra el Olympique de Lyon (3-0) sustituyendo a Lionel Messi en los últimos minutos de partido. Debutó en el Camp Nou en la 4.ª jornada contra el Sevilla F. C. en el minuto 87 y entró por Leo Messi.

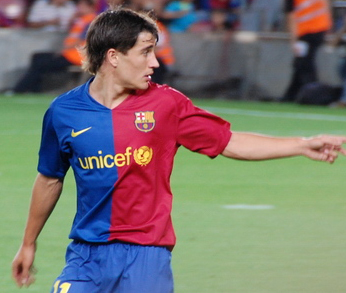
Bojan durante el Trofeo Joan Gamper (2008)

El 21 de octubre se convirtió en el jugador más joven de la historia del club (17 años y 51 días) en marcar con el primer equipo en Liga, ante el Villarreal C. F. Un mes después, el 24 de noviembre, marcó su primer gol en el Camp Nou contra el Recreativo de Huelva.
El 1 de abril de 2008 consiguió su primer gol en la Liga de Campeones de la UEFA, con el que dio la victoria a su equipo en la ida de los cuartos de final ante el Schalke 04. Con este tanto, además, se convertía en el segundo jugador más joven (17 años y 217 días) de la historia en anotar en esta competición europea, por detrás del ghanés Peter Oforiquaye.
En su primera campaña con el primer equipo, sumó diez goles en la Liga, situándose entre los máximos anotadores del club azulgrana.
En la pretemporada 2008-2009 dejó el dorsal 27 para pasar a llevar el 11, que hasta entonces lucía Gianluca Zambrotta (traspasado al Milan).
El 28 de agosto de 2008 celebró la mayoría de edad firmando un contrato profesional con el F. C. Barcelona hasta el año 2013, con una cláusula de rescisión de 80 millones de euros.

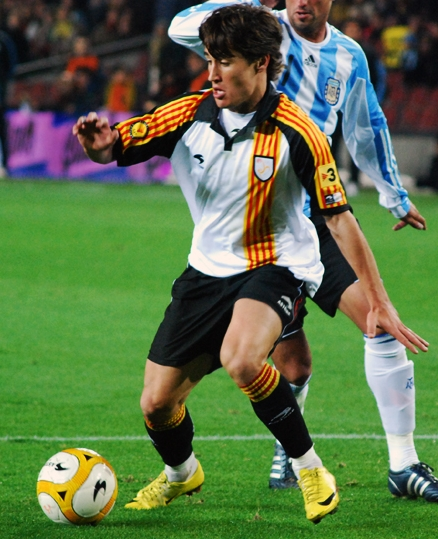
Bojan durante el partido amistoso entre Cataluña y Argentina en diciembre de 2009.

El 13 de mayo de 2009 logró su primer título como profesional, la Copa del Rey. Salió como titular y disputó 84 minutos de la final ante el Athletic Club, anotando uno de los goles de la victoria del F. C. Barcelona, que se impuso por 4-1. En este torneo marcó cinco goles, convirtiéndose en pieza indispensable para ganar el trofeo ya que sus goles fueron decisivos para proclamarse campeones.
La temporada 2009-10 empezó con buen pie para Bojan, marcando un gol en la 1.ª jornada ante el Sporting y jugando a un nivel muy alto. Pero una inoportuna lesión le condicionó el resto de la temporada. Aun así, Bojan fue decisivo en las últimas jornadas para que el Barça ganase la Liga, ya que se ganó un puesto en el once titular y desde la banda izquierda no paró de marcar goles. Acabó la temporada con 12 goles, mostrando un buen nivel y demostrando que estaba preparado para ser titular en el Barça.
Tras la marcha del Barça de Zlatan Ibrahimović, Bojan pasó a llevar el dorsal número 9 en la temporada 2010-11.
El 20 de diciembre de 2010 renovó su contrato con el Barcelona hasta 2015 aumentando su cláusula de rescisión de 80 a 100 millones de euros.
El 19 de marzo de 2011, con 20 años y 202 días, jugó su partido número 100 en Primera División ante el Getafe C. F., convirtiéndose en el jugador más joven en la historia del Barcelona en alcanzar dicha cifra, y el tercero en la historia de la liga, por detrás de Raúl González y Joseba Etxeberria. Coincidiendo con la efeméride, marcó su 25.º gol en la máxima categoría.

### Paso por Italia
El 22 de julio de 2011, la Roma fichó a Bojan Krkić por 12 millones de euros y se unió al nuevo proyecto de Luis Enrique. En esa misma temporada le marcaría un gol al Milan. El 4 de diciembre de ese mismo año recibiría la primera tarjeta roja de su carrera ante la Fiorentina, en un partido que perdieron 3-0 de visita tras tapar un balón con destino de gol proveniente de un tiro de esquina. Se convirtió en el tercer expulsado de la Roma en ese partido.
Al finalizar la temporada 2011-12 Bojan terminó con 7 goles en 37 partidos.
El 28 de agosto de 2012, tras rumores que lo relacionaban con el Málaga español o el Feyenoord de Róterdam neerlandés, se confirmó la cesión por una temporada de Bojan al Milan debido a que el club rossonero necesitaba un refuerzo en la zona ofensiva, luego de que la estrella y máximo anotador de la liga italiana pasada, Zlatan Ibrahimović, se marchara al París Saint-Germain de la Ligue 1 francesa. A Bojan se le asignó el dorsal 22.
Debutó el 1 de septiembre, en el partido de la segunda jornada de la Serie A 2012-13 que enfrentaba al Milan con el Bologna. Bojan empezó como suplente, aunque entró en el minuto 67, sustituyendo a El Shaarawy, cuando el marcador era de empate a 1, pero el encuentro terminaría 1-3 a favor del cuadro milanista, con un hat-trick de Giampaolo Pazzini.
Bojan marcó su primer gol con el Milan ante el Chievo Verona, jugando como local, anotando el 3-1. El resultado final fue de 5-1 favorable para el Milan.
Finalmente, como se había especulado, Bojan fue oficialmente del club milanista, al haber desembolsado el dinero de la cesión de sus derechos a la Roma y consecuentemente liberado el jugador de la plantilla del Barcelona. Este hecho, fue confirmado por el mánager del club Adriano Galliani en declaraciones de prensa, aunque todo terminó en rumores por lo que se mantendría ligado al club catalán.

### Ajax de Ámsterdam
Después de haber vuelto de Italia, nuevamente fue cedido el 5 de julio de 2013, ahora su destino sería el Ajax Ámsterdam quienes lo tendrían durante la temporada 2013-14, lo cual se podría ampliar una temporada más si el club neerlandés lo requería.
Debutó en el conjunto neerlandés en la final de la Supercopa de los Países Bajos ante el AZ Alkmaar como titular siendo sustituido en el minuto 64 por Andersen en un partido con marcador final de 3-2 a favor de los de Frank de Boer.

### Stoke City
El 22 de julio de 2014 fue traspasado al Stoke City de la Premier League inglesa, firmando un contrato por cuatro temporadas. El precio aproximado fue entre 1,7 y 2 millones de euros.

#### Cesiones
En el mercado de invierno de 2017 se marchó cedido al 1. F. S. V. Mainz 05 de la Bundesliga. Con su gol al Bayern de Múnich se convirtió en el primer español en marcar en las cuatro grandes ligas europeas: LaLiga, Serie A, Premier League y Bundesliga.
Tras acabar la temporada con el Mainz 05 volvió al Stoke City jugando la primera jornada 72 minutos, el partido acabó con derrota del Stoke City por 0-1 ante el Everton. En la 2.ª jornada el Stoke City ganó en casa por 1-0 ante el Arsenal pero no disputó ningún minuto.
El 31 de agosto de 2017 se confirmó su cesión por una temporada al Deportivo Alavés. Debutó en la 3.ª jornada ante el Celta de Vigo. Tras 15 partidos con el club vasco regresó al Stoke City.

### Tramo final de carrera
El 6 de agosto de 2019 se hizo oficial su marcha del Stoke City tras haber llegado club y jugador a un acuerdo para la rescisión del contrato que finalizaba al término de la temporada.
Un día después se hizo oficial su fichaje por el Montreal Impact hasta 2020 con opción de ampliar su vinculación con el conjunto canadiense hasta 2022. El 29 de septiembre se proclamó vencedor del Campeonato Canadiense tras vencer al Toronto en la tanda de penaltis, siendo uno de los jugadores que anotó. En el campeonato de 2020 llegó a ser elegido el mejor jugador del partido en cinco ocasiones. En Montreal alcanzó los 400 partidos como profesional desde su debut en Barcelona.
Quedó libre tras finalizar contrato con Montreal Impact y escuchó ofertas de Europa y la MLS.
En agosto de 2021 firmó por el Vissel Kobe. En el club japonés coincidió de nuevo con Andrés Iniesta, excompañero en el F. C. Barcelona. Con su participación en la Liga de Campeones de la AFC en 2022, marcó un nuevo registro en su carrera al disputar las máxima competición internacional de tres confederaciones diferentes: UEFA (que ganó en dos ocasiones con el F. C. Barcelona), Concacaf y AFC.
En el mes de julio sufrió una lesión en el menisco durante un partido de la Copa del Emperador que le iba a mantener unos tres meses de baja. En total disputó 26 encuentros, en los que marcó un gol, y dejó el equipo al final del año una vez que su contrato expiró.
El 23 de marzo de 2023 anunció su retirada en un acto celebrado en el Camp Nou. En septiembre de ese mismo año regresó al F. C. Barcelona para ejercer de coordinador del área de fútbol.

## Selección nacional

### Categorías inferiores

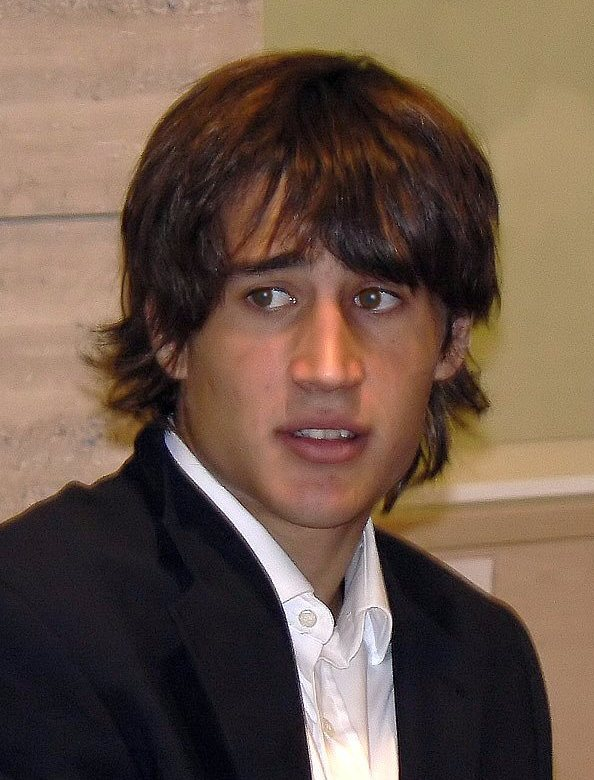
Bojan en 2007

El 19 de agosto de 2007 Bojan debutó en la Copa del Mundo Sub-17 en Corea del Sur marcando dos goles que contribuyeron a derrotar a Honduras. En el partido de octavos de final Bojan contribuyó a la victoria final por tres goles a cero marcando dos goles, ante Corea del Norte.
Bojan vuelve a aparecer en la semifinal del torneo ante Ghana. Anotó el segundo gol español con el cual España se clasificó a la final del torneo, pero fue expulsado por segunda tarjeta amarilla y no pudo disputar la final.
Bojan fue nombrado Balón de Bronce del torneo al ser el tercer mejor jugador del campeonato, también fue el tercer máximo goleador del mundial con 5 goles.

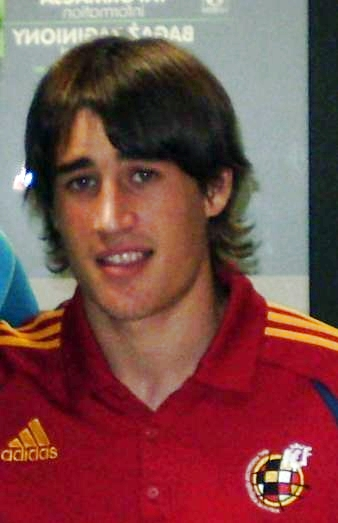
Bojan durante una convocatoria de la selección sub-21

Tras no ser convocado por la selección absoluta para competir en el Mundial de Sudáfrica 2010, es llamado por el seleccionador Luis Milla de la selección española sub-21 para el partido contra Finlandia, perteneciente a la fase clasificatoria para el Europeo (en el que se repartirán las cinco plazas continentales para los Juegos Olímpicos de Londres de 2012). El futbolista es titular y disputa el partido completo provocando un penalti, que convierte él mismo en gol.

### Selección absoluta
Bojan jugó su primer partido con la selección absoluta española el 10 de septiembre de 2008 en el Estadio Carlos Belmonte de Albacete, convirtiéndose en el segundo más joven de la historia en hacerlo, tras Ángel Zubieta. De este modo se cerraban las dudas acerca de su posible participación en la selección de Serbia.
Anteriormente, Iñaki Sáez, seleccionador sub-21 había sugerido la convocatoria de Bojan con la selección española sub-21, con la finalidad de impedir su convocatoria por la selección serbia, que ya había demostrado un gran interés en poder contar con el delantero culé.
El seleccionador español le convocó para jugar un amistoso contra Francia el 6 de febrero de 2008 y así impedir una posible convocatoria del jugador con Serbia. Sin embargo, Bojan sufrió un mareo en las horas previas al partido, lo que le impidió disputar el encuentro. En caso de haber jugado dicho partido, se hubiese convertido en el jugador más joven de la historia en debutar con la de la selección española (17 años y 162 días).
Incluso, sin haber debutado en la selección, el entrenador Luis Aragonés quiso llevarle a la Eurocopa 2008. El jugador declinó la invitación por razones personales.
El 14 de agosto de ese mismo año el nuevo seleccionador español Vicente Del Bosque le convocó nuevamente para un amistoso contra Dinamarca, pero en esta ocasión se quedó en el banquillo y tampoco llegó a debutar.
En los días siguientes, el nuevo seleccionador de Serbia Radomir Antić, amigo del padre del jugador, mostró su deseo de convocar a Bojan para jugar con la selección absoluta del país balcánico. Sin embargo, el propio jugador desmintió que estuviese interesado en jugar en otro combinado que no fuese el de España.
Posteriormente regresó a una convocatoria con la sub-21 aunque tras la lesión del delantero Fernando Torres, Del Bosque le volvió a convocar con la absoluta para disputar dos partidos de la Fase de Clasificación para el Mundial de Sudáfrica ante los combinados de Bosnia y Armenia. En este último encuentro, finalmente, debutó con la selección absoluta de España.

### Selección de Cataluña
También ha disputado tres partidos de carácter amistoso con la selección de fútbol de Cataluña contra la selección de fútbol del País Vasco, en el que anotó un gol, finalizando el partido con empate a uno y contra la selección de Argentina, anotando el segundo gol en el 4-2 el 22 de diciembre de 2009 y el tercero contra Honduras, realizando dos asistencias y dos goles ganando Cataluña por goleada 4-0 el 28 de diciembre de 2010. El 24 de marzo de 2019 volvió a la selección de Cataluña para disputar un partido amistoso contra Venezuela que terminó con victoria 2 a 1 para los catalanes y en la que anotó el primer gol.

## Estadísticas

### Clubes
- Actualizado hasta el fin de su carrera deportiva.

| Club                             | Div.          | Temporada     | Liga  | Liga  | Copas nacionales | Copas nacionales | Torneos internacionales | Torneos internacionales | Total | Total | Media goleadora |
| Club                             | Div.          | Temporada     | Part. | Goles | Part.            | Goles            | Part.                   | Goles                   | Part. | Goles | Media goleadora |
| -------------------------------- | ------------- | ------------- | ----- | ----- | ---------------- | ---------------- | ----------------------- | ----------------------- | ----- | ----- | --------------- |
| F. C. Barcelona "B" · España     | 2.ª B         | 2006-07       | 22    | 10    | —                | —                | —                       | —                       | 22    | 10    | 0,45            |
| F. C. Barcelona "B" · España     | Total club    | Total club    | 22    | 10    | —                | —                | —                       | —                       | 22    | 10    | 0,45            |
| F. C. Barcelona · España         | 1.ª           | 2007-08       | 31    | 10    | 8                | 1                | 9                       | 1                       | 48    | 12    | 0,25            |
| F. C. Barcelona · España         | 1.ª           | 2008-09       | 23    | 2     | 9                | 5                | 10                      | 3                       | 42    | 10    | 0,24            |
| F. C. Barcelona · España         | 1.ª           | 2009-10       | 23    | 8     | 6                | 3                | 7                       | 1                       | 36    | 12    | 0,33            |
| F. C. Barcelona · España         | 1.ª           | 2010-11       | 27    | 6     | 7                | 1                | 3                       | 0                       | 37    | 7     | 0,19            |
| F. C. Barcelona · España         | Total club    | Total club    | 104   | 26    | 30               | 10               | 29                      | 5                       | 163   | 41    | 0,25            |
| A. S. Roma · Italia              | 1.ª           | 2011-12       | 33    | 7     | 2                | 0                | 2                       | 0                       | 37    | 7     | 0,19            |
| A. S. Roma · Italia              | Total club    | Total club    | 33    | 7     | 2                | 0                | 2                       | 0                       | 37    | 7     | 0,19            |
| A. C. Milan · Italia             | 1.ª           | 2012-13       | 19    | 3     | 2                | 0                | 6                       | 0                       | 27    | 3     | 0,11            |
| A. C. Milan · Italia             | Total club    | Total club    | 19    | 3     | 2                | 0                | 6                       | 0                       | 27    | 3     | 0,11            |
| Ajax de Ámsterdam · Países Bajos | 1.ª           | 2013-14       | 24    | 4     | 4                | 1                | 4                       | 0                       | 32    | 5     | 0,16            |
| Ajax de Ámsterdam · Países Bajos | Total club    | Total club    | 24    | 4     | 4                | 1                | 4                       | 0                       | 32    | 5     | 0,16            |
| Stoke City F. C. Inglaterra      | 1.ª           | 2014-15       | 16    | 4     | 2                | 1                | —                       | —                       | 18    | 5     | 0,28            |
| Stoke City F. C. Inglaterra      | 1.ª           | 2015-16       | 27    | 7     | 4                | 0                | —                       | —                       | 31    | 7     | 0,23            |
| Stoke City F. C. Inglaterra      | 1.ª           | 2016-17       | 9     | 3     | 2                | 0                | —                       | —                       | 11    | 3     | 0,27            |
| 1. FSV Mainz 05 · Alemania       | 1.ª           | 2016-17       | 11    | 1     | 0                | 0                | —                       | —                       | 11    | 1     | 0,09            |
| 1. FSV Mainz 05 · Alemania       | Total club    | Total club    | 11    | 1     | 0                | 0                | 0                       | 0                       | 11    | 1     | 0,09            |
| Stoke City F. C. Inglaterra      | 1.ª           | 2017-18       | 1     | 0     | 1                | 0                | —                       | —                       | 2     | 0     | 0               |
| Deportivo Alavés · España        | 1.ª           | 2017-18       | 13    | 0     | 2                | 1                | —                       | —                       | 15    | 1     | 0,07            |
| Deportivo Alavés · España        | Total club    | Total club    | 13    | 0     | 2                | 1                | —                       | —                       | 15    | 1     | 0,07            |
| Stoke City F. C. Inglaterra      | 2.ª           | 2018-19       | 21    | 1     | 2                | 0                | —                       | —                       | 23    | 1     | 0,04            |
| Stoke City F. C. Inglaterra      | Total club    | Total club    | 74    | 15    | 11               | 1                | —                       | —                       | 85    | 16    | 0,19            |
| Montreal Impact · Canadá         | 1.ª           | 2019          | 8     | 3     | 2                | 0                | —                       | —                       | 10    | 3     | 0,3             |
| Montreal Impact · Canadá         | 1.ª           | 2020          | 19    | 4     | 0                | 0                | 2                       | 0                       | 21    | 4     | 0,19            |
| Montreal Impact · Canadá         | Total club    | Total club    | 27    | 7     | 2                | 0                | 2                       | 0                       | 31    | 7     | 0,23            |
| Vissel Kobe Japón                | 1.ª           | 2021          | 6     | 1     | 0                | 0                | —                       | —                       | 6     | 1     | 0,17            |
| Vissel Kobe Japón                | 1.ª           | 2022          | 14    | 0     | 3                | 0                | 3                       | 0                       | 20    | 0     | 0               |
| Vissel Kobe Japón                | Total club    | Total club    | 20    | 1     | 3                | 0                | 3                       | 0                       | 26    | 1     | 0,04            |
| Total carrera                    | Total carrera | Total carrera | 347   | 74    | 56               | 13               | 46                      | 5                       | 449   | 92    | 0,21            |
| 1. 2.                            |               |               |       |       |                  |                  |                         |                         |       |       |                 |

### Selección nacional
Sub-17
| Goles internacionales | Goles internacionales   | Goles internacionales               | Goles internacionales        | Goles internacionales | Goles internacionales            |
| N.º                   | Fecha                   | Estadio                             | Resultado Final              | Resultado Parcial     | Competición                      |
| --------------------- | ----------------------- | ----------------------------------- | ---------------------------- | --------------------- | -------------------------------- |
| 1                     | 10 de mayo de 2007      | Stade Luc Varenne, Tournai, Bélgica | España 1 - Bélgica 1         | 1:1                   | Europeo Sub-17 de la UEFA 2007   |
| 2                     | 13 de mayo de 2007      | Stade Luc Varenne, Tournai, Bélgica | España 1 - Inglaterra 0      | 1:0                   | Europeo Sub-17 de la UEFA 2007   |
| 3                     | 19 de agosto de 2007    | Polideportivo, Ulsan, Corea del Sur | Honduras 2 - España 4        | 0:1                   | Mundial de Fútbol Sub-17 de 2007 |
| 4                     | 19 de agosto de 2007    | Polideportivo, Ulsan, Corea del Sur | Honduras 2 - España 4        | 1:3                   | Mundial de Fútbol Sub-17 de 2007 |
| 5                     | 29 de agosto de 2007    | Polideportivo, Ulsan, Corea del Sur | España 3 - Corea del Norte 0 | 1:0                   | Mundial de Fútbol Sub-17 de 2007 |
| 6                     | 29 de agosto de 2007    | Polideportivo, Ulsan, Corea del Sur | España 3 - Corea del Norte 0 | 2:0                   | Mundial de Fútbol Sub-17 de 2007 |
| 7                     | 1 de septiembre de 2007 | Polideportivo, Ulsan, Corea del Sur | España 2 - Ghana 0           | 2:1                   | Mundial de Fútbol Sub-17 de 2007 |

Sub-21
| Goles internacionales | Goles internacionales    | Goles internacionales                          | Goles internacionales   | Goles internacionales | Goles internacionales                                 |
| N.º                   | Fecha                    | Estadio                                        | Resultado Final         | Resultado Parcial     | Competición                                           |
| --------------------- | ------------------------ | ---------------------------------------------- | ----------------------- | --------------------- | ----------------------------------------------------- |
| 1                     | 12 de septiembre de 2007 | Osrodek Sportu i Rekreacji, Włocławek, Polonia | Polonia 0 - España 2    | 0:2                   | Clasificación para la Eurocopa Sub-21 de la UEFA 2009 |
| 2                     | 16 de octubre de 2007    | Estadio El Toralín, Ponferrada, España         | España 3 - Polonia 0    | 2:0                   | Clasificación para la Eurocopa Sub-21 de la UEFA 2009 |
| 3                     | 25 de marzo de 2008      | El Maulí, Antequera, España                    | España 5 - Kazajistán 0 | 3:0                   | Clasificación para la Eurocopa Sub-21 de la UEFA 2009 |
| 4                     | 11 de agosto de 2010     | Arto Tolsa Areena, Kotka, Finlandia            | Finlandia 1 - España 1  | 1:1                   | Clasificación para la Eurocopa Sub-21 de la UEFA 2011 |

Absoluta
| Partidos y goles internacionales | Partidos y goles internacionales | Partidos y goles internacionales          | Partidos y goles internacionales | Partidos y goles internacionales | Partidos y goles internacionales                |
| N.º                              | Fecha                            | Estadio                                   | Resultado Final                  | Gol                              | Competición                                     |
| -------------------------------- | -------------------------------- | ----------------------------------------- | -------------------------------- | -------------------------------- | ----------------------------------------------- |
| 1                                | 10 de septiembre de 2008         | Estadio Carlos Belmonte, Albacete, España | España 4 - Armenia 0             | -                                | Clasificación UEFA para la Copa Mundial de 2010 |

## Palmarés

### Campeonatos nacionales
| Título                          | Club              | País         | Año  |
| ------------------------------- | ----------------- | ------------ | ---- |
| Copa del Rey                    | F. C. Barcelona   | España       | 2009 |
| Liga Española                   | F. C. Barcelona   | España       | 2009 |
| Supercopa de España             | F. C. Barcelona   | España       | 2009 |
| Liga Española                   | F. C. Barcelona   | España       | 2010 |
| Supercopa de España             | F. C. Barcelona   | España       | 2010 |
| Liga Española                   | F. C. Barcelona   | España       | 2011 |
| Supercopa de los Países Bajos   | Ajax de Ámsterdam | Países Bajos | 2013 |
| Eredivisie                      | Ajax de Ámsterdam | Países Bajos | 2014 |
| Campeonato Canadiense de Fútbol | Montreal Impact   | Canadá       | 2019 |

### Campeonatos internacionales
| Título                       | Club (*)            | Sede      | Año  |
| ---------------------------- | ------------------- | --------- | ---- |
| Europeo sub-17               | Selección de España | Bélgica   | 2007 |
| Liga de Campeones de la UEFA | F. C. Barcelona     | Roma      | 2009 |
| Supercopa de Europa          | F. C. Barcelona     | Mónaco    | 2009 |
| Mundial de Clubes            | F. C. Barcelona     | EAU       | 2009 |
| Liga de Campeones de la UEFA | F. C. Barcelona     | Londres   | 2011 |
| Europeo sub-21               | Selección de España | Dinamarca | 2011 |

### Distinciones individuales
| Distinción                                    | Año  |
| --------------------------------------------- | ---- |
| Bota de Bronce en el Mundial Sub-17           | 2007 |
| Trofeo Amets bat                              | 2007 |
| Balón de Bronce en el Mundial Sub-17          | 2007 |
| Premio AS del deporte. Mejor promesa española | 2007 |
| Gillette Future Champion                      | 2007 |
| Premio Don Balón al jugador revelación        | 2008 |
| Premio Draft Oro (Delantero)                  | 2008 |
| Premio Draft Oro (Delantero)                  | 2009 |
| Premio Draft Oro (Delantero)                  | 2010 |
| Premio Barça Veteranos                        | 2010 |